# Ахмалетдинов Фазульян Фазлийович
Фазульян Фазлийович Ахмалетдинов (15 квітня 1918 — 29 квітня 1979) — учасник радянсько-фінської та німецько-радянської воєн, в роки німецько-радянської війни — командир відділення розвідки 9-ї окремої розвідувальної роти 11-я гвардійської стрілецької дивізії 11-ї гвардійської армії 3-го Білоруського фронту, Герой Радянського Союзу (24.03.1945), гвардії старший сержант.

## Біографія
Народився 15 квітня 1918 року в селі Ахметово нині село Кушнаренковського району Башкортостану. Татарин. Освіта неповна середня. Член ВКП(б) з 1944 року. Працював у колгоспі.
В Червону армію призваний у вересні 1938 року Кушнаренковським райвійськкоматом. Учасник радянсько-фінської війни 1939—1940 років.
На фронті Німецько-радянської війни з 22 червня 1941 року. Гвардії старший сержант Ф. Ф. Ахмалетдинов особливо відзначився 13 липня 1944 року при захопленні і утриманні плацдарму на західному березі річки Німан в районі міста Алітус (Литва). Ахмалетдинову було поставлено завдання першим переправитися на берег, зайнятий противником, і розвідати його живу силу й вогневі засоби. При веденні розвідки Ахмалетдинов несподівано зіткнувся з групою противника чисельністю 22 особи. Прийнявши нерівний бій, відважний розвідник знищив гранатами вісім німців. Вороги, що залишилися живими, кинулися бігти, але Ахмалетдинов зумів наздогнати одного з них і взяти в полон. Захоплений полонений дав цінні свідчення.
Звання Героя Радянського Союзу з врученням ордена Леніна і медалі «Золота Зірка» (№ 7230) Фазульяну Фазлийовичу Ахмалетдинову присвоєно 24 березня 1945 року.
Після війни Ф. Ф. Ахмалетдинов повернувся на батьківщину і до пенсії працював заступником директора Ахметовської середньої школи. Помер 29 квітня 1979 року.

## Нагороди
- Медаль «Золота Зірка» Героя Радянського Союзу (№ 7230)
- Орден Леніна
- Два ордени Вітчизняної війни I ступеня (01.07.1944)[2]
- Орден Червоної Зірки (06.01.1944)[3]
- Медалі, в тому числі:
  - Медаль «За відвагу» (31.08.1943)[4]
  - Медаль "За перемогу над Німеччиною у Великій Вітчизняній війні 1941—1945 рр .. "
  - Ювілейна медаль "Двадцять років Перемоги у Великій Вітчизняній війні 1941—1945 рр .. "
  - Ювілейна медаль "Тридцять років Перемоги у Великій Вітчизняній війні 1941—1945 рр .. "

## Пам'ять
- Похований в селі Ахметово.